# Ославиця
Ославиця (пол. Osławica) — колишнє лемківське село у Сяноцькому повіті Підкарпатського воєводства Республіки Польща.

## Розташування
Розташоване у Східній Лемківщині неподалік Команчі на польсько-словацькому пограниччі. На північ від Ославиці знаходяться Радошиці, Довжиця, Команча, Репедь, Миків, Душатин, Прелуки, Балигород, а на підвень — Смільник, Лупків, Манів, Воля Мигова, Бальниця, Зубряче. Сьогодні в селі залишилось кілька будинків.
Через село текли три потічки — Ославичок, Бистрий і Деркач. За селом, в урочищі Долішняни, вони обєднуються в одну річку з однойменною назвою Ославиця, яка в селі Репедь впадає в Ославу.
Біля Ославиці було три гори — Терпях, Фігура і Верх (або Довгий). Від середньовічних оборонних споруд часів Галицького князівства X—XI століття або так званої карпатської лінії оборони на зразок західноєвропейських лицарських садиб-замків залишились тільки місцеві топоніми з назвою «Фігура» або «Вежа».
Хати у селі були розміщені вздовж річок та залізничної колії неподалік одна від одної. Певна група хат (близько 10-12 хиж) мала свою топонімію, а саме: Долішняни (у нижній частині села), Денисівка, Цапівка, Дурняківка, Горшняни, Нестерівка, Антонівка, Млачки, Кудлівка, Законівка тощо. Вулиць як таких не було, дороги вели до кожної хати окремо. Свої назви мали поля, на яких господарювали ославичяни: на Верші, за Верхом, Довгий, за Довгим, Городки, за Городками, Підославички, Терпяхово, Бусинів кут, Ліщини, Прислуп, Вербадзів Лаз, Олінь. Центр села називався Нестерівка, тут знаходилась церква святого архистратига Михаїла та корчма.

## Походження назви
Одним з найдавніших божеств у русинів була Слава — богиня перемоги та мисливського фарту. Очевидно, що у цій місцевості було святилище богині Слави, яке називалося Славиця. Протягом віків поселення тут лемків назва села трансформувалася в «ось тут була Славиця, ось Славиця», що в кінцевому варіанті сформувалася у відому сьогодні назву села Ославиця[джерело?].
«Правдоподібно, що на тих землях проголошували християнство учні слов'янських апостолів Кирила і Мефодія. Дехто з учених пов'язує назви річок Ослава і Ославиця, які впадають до річки Сян, а також села Ославиця з іменем Ослава» — зазначено у церковному календарі на 1969 рік (Варшава, 1968, с.118).

## Історія
Село закріпачене в 1530 р. за волоським правом. У 1539 р. власником села став краківський воєвода Миколай Гербурт Одновський.
Під час ПСВ через Ославицю проходила лінія фронту. В 1915 році село було цілком під владою росіян. У роки ПСВ австрійці тримали оборонні позиції на найвищій точці гірського масиву біля Ославиці — горі Фігурі. Через село проходили російські, румунські, німецькі, угорські війська. Мешканці Ославиці також брали часть у війні, частина з яких служила у рядах австрійської армії, а інші — у першому полку Українських Січових Стрільців (УСС).
Після розпаду Австро-Угорської імперії у грудні 1918 року була утворена Команчанська Республіка у числі 33 сіл (у тому числі й Ославиця), яка проголосила про входження до складу Західноукраїнської народної республіки.
У 1939 р. в селі було переважно лемківське населення: з 950 жителів села — 935 українців і 15 поляків. У 1939 році у боротьбі за Карпатську Україну загинув Каганишин Василь.
Під час ДСВ лінія фронту поділила село на дві зони окупації — радянську і німецьку. Поля і вулиці були перериті окопами. Після того, як німці відступили на захід з приходом радянських військ, розпочався примусовий призов усіх чоловіків придатних до війська до лав Червоної Армії. В результаті на фронті загинули Шарак Гринько, Хвостяк Гриць, Єдинак Стефан, Паньків (Гац) Іван, Паньків (Гац) Федір, Качишник Гриць, Бесарабчик Федір, Мисник Стефан, Гавуляк Іван, Дурняк Гриць, Савко Андрій, Барна Іван, Маткевич, Юрів Петро, Сторожко Дмитро, Хампелів Федір, Антонів (Сікелів) Стефан, Антонів (Волянський) Михайло. Власну боротьбу вело українське підпілля. Перші загони УПА почали формуватися у період німецької окупації, діяльність яких сягнула найбільшого розмаху в часи радянської окупації. У рядах УПА загинули Лазьо Василь (один з командирів, частина якого дислокувалась біля села Балигород), Антонів (Волянський) Іван, Семко Денис, Антонів Василь, Гучка Томко (циган), Антонів Іван,  Каганишин Іван, Сабран Іван.
До виселення лемків у 1945 році в СРСР та депортації в 1947 році в рамках акції Вісла у селі була греко-католицька церква парафії Радошиці Лупківського деканату.
Після підписання Угоди між УРСР та ППР про обмін населенням (1946), розпочались перші переселення. Станом на 27 квітня 1946 року в Ославиці нараховувалось 132 українські родини. Вони повинні були добровільно виїхати до УРСР. Маршрут пролягав через села Команча, Репедь, Куляшне, Чашин вздовж річки Ослава до містечка Загір'я. Тут працювала змішана польсько-радянська переселенська комісія, що займалась формуванням виселенчих ешелонів до радянської України. Таким чином частина мешканців Ославиці опинилися у Тернопільській, Львівській, Івано-Франківській та Одеській областях. Тим, кому вдалося уникнути виселення до УРСР, вже через рік, у рамках військової операції «Вісла», було депортовано на північні та західні понімецькі землі Польщі. В результаті висиленчих кампаній 1944—1947 років Ославиця обезлюдніла. Село зникло з політичної карти. Сьогодні про існування тут села нагадує хрест та ніким недоглянутий цвинтар.

## Церква
Церква збудована у 1846 році з каменю, трьохбанна. Середня баня церкви була знищена під час німецько-радянської війни у 1944 році, коли через село проходила лінія фронту і більше місяця проходили важкі бої. У 1946 році під час депортації мешканців села церква була пограбована польськими вандалами. У 1947 році нова влада зробила з церкви кошару для овець, отари яких випасали поряд. З часом з даху зняли бляху, а в 1972 році підклали міну і висадили церкву у повітря. Каміння з неї розібрали на будівельний матеріал. Сьогодні на місці села пасовище.

## Відомі люди
- Василь Антонів (нар. 1936) — український і російський вчений-оториноларинголог, громадський діяч.